# Gambische Personennamen
Die Personennamen in Gambia werden im westafrikanischen Staat Gambia wie im westlichen Kulturkreis nach der Form Vorname und Familienname aufgebaut.

## Namensgebung
Die Zeremonie der Namensgebung in der gambischen muslimischen Gesellschaft findet genau eine Woche nach der Geburt des Kindes statt. Bis zur Niederkunft der Mutter gilt, dass es Unglück bringt, wenn man etwas für das Ungeborene kauft oder über Hoffnungen oder Wünsche für die Zukunft spricht.
Die Zeremonie ist unter dem Namen „Ngente“ (in der Sprache der Wolof) oder „Kulliyo“ (in der Sprache der Mandinka, bedeutet „den Kopf rasieren“) bekannt und wird als größeres Familienfest gefeiert. Die Zeremonie, zu der neben der Familie auch Freunde geladen sind, findet meistens morgens gegen 10:00 Uhr statt. Bei Angehörigen aus dem Volk der Serahule kann die Zeremonie am achten Tag schon bei Tagesanbruch (Fadschr) stattfinden.
In der Regel findet die Feier vor dem Haus der Familie unter freiem Himmel statt. Neben den zahlreichen Sitzgelegenheiten, die dazu herbeigeholt werden, wird gelegentlich für Gäste ein Sonnensegel aufgespannt. Die neue Mutter trägt ihr schönstes Kleid. Die eigentliche Zeremonie nimmt ein Imam, eine andere respektierte Persönlichkeit oder der Kindsvater vor. Er schneidet mit einer Klinge, beispielsweise einer Rasierklinge, eine Locke vom Haar des Babys ab und begießt den Kopf mit ein wenig Wasser. Der Imam rezitiert einige Verse aus dem Koran und flüstert des Babys Namen in sein Ohr. Für alle Anwesenden wird danach der Name noch laut verkündet. Dies kann durch einen Jali, einen Lobsänger, geschehen. Bis zu dieser Zeremonie wird gewöhnlich der Name, der vom Vater ausgesucht wird, geheim gehalten. Die Feierlichkeiten dauern noch den ganzen Tag bis in den Abend hinein an. Dazu wird ein Rind, ein Schaf oder ein Huhn geschlachtet und den Gästen als Mittagsmahl zubereitet. Weiter werden oft Kolanüsse angeboten.
Die Zeremonie der Namensgebung wurde auch in der Fernsehserie Roots thematisiert, als der Protagonist Kunta Kinte seiner neugeborenen Tochter nach traditioneller Weise, gegen den Willen der Kindsmutter, den Namen „Kizzy“ gab.
Geburtstage einer Person zu feiern ist in Gambia nicht üblich.

## Namen

### Schreibweise
| Gegenüberstellung der Schreibweisen Familiennamen in Senegambia |                |                    |
| anglophon                                                       | frankophon     | Ethnische Herkunft |
| Badjan                                                          | Badiani        | Jola               |
| Cham                                                            | Thiam          | Fulbe              |
| Drammeh                                                         | Dramé          |                    |
| Fye                                                             | Faye           | Serer              |
| Jallow                                                          | Diallo         | Fulbe              |
| Jammeh                                                          | Diame          | Jola               |
| Jawara                                                          | Diaouara       | Mandinka           |
| Jobarteh                                                        | Diabaté        | Mandinka           |
| Jah                                                             | Dia            | Fulbe              |
| Jaye                                                            | Dièye          | Serer              |
| Jein                                                            | Diene          | Serer              |
| Jon                                                             | Dione          | Serer              |
| Joof                                                            | Diouf          | Serer              |
| Kama                                                            | Kama           | Serer              |
| Konteh                                                          | Kanoutè, Kanté | Mandinka           |
| Kuyateh                                                         | Kouyaté        | Mandinka           |
| Leigh                                                           | Ly             | Mandinka           |
|                                                                 | Loum           | Serer              |
| Mbye                                                            | Mbaye          | Wolof              |
| Nije                                                            | Ndiaye         | Wolof              |
| Ndaw, Ndao                                                      | Ndaw, Ndao     | Serer              |
|                                                                 | Ndione         | Serer              |
| Ndur                                                            | Ndour          | Serer              |
| Ngom, Ngum                                                      | Ngom, Ngum     | Serer              |
| Sarr                                                            | Sarr           | Serer              |
| Sain                                                            | Sene           | Serer              |
| Senghor                                                         | Senghor        | Serer              |
| Thiaw                                                           | Thiaw          | Serer              |
| Tine                                                            | Tine           | Serer              |
| Gegenüberstellung der Schreibweisen Vornamen in Senegambia      |                |                    |
| anglophon                                                       | frankophon     | Ethnische Herkunft |
| Bafoday                                                         | Bafode         |                    |

Die Schreibweise der Namen kann aus mehreren Gründen unterschiedlich gehandhabt werden. Zum einen ist der Alphabetisierungsgrad nicht hoch, zum anderen sind Druckerzeugnisse wenig verbreitet. Verbreitet sind Zeitungen beispielsweise lediglich in der Küstenregion um die Hauptstadt Banjul sowie der größten gambischen Stadt Serekunda.
Zudem leben in Gambia fünf größere Ethnien und mehrere kleinere, die alle ihre eigene Sprache haben. Die aus unterschiedlichen Sprachfamilien stammenden Sprachen haben unterschiedliche Notationen. Dazu kommt noch, dass Familiennamen im anglophonen Gambia (in Gambia ist Englisch die Amtssprache) zum Teil anders geschrieben werden als Namen gleicher Familien im frankophonen Senegal, Guinea oder Mali (in diesen Ländern ist Französisch die Amtssprache). Durch Emigration aus den anderen Ländern sind beide (oder mehrere) Schreibweisen verbreitet – zum Teil werden sie beispielsweise in der Presse für ein und dieselbe Person angewandt. Die Gründe mögen in einer unzureichenden Sprachregelung zu finden sein.

### Vornamen
Meistens werden in Gambia den Kindern traditionelle Namen vergeben. Vereinzelt werden aber auch Vornamen gewählt, die aus dem anglophonen Kulturkreis stammen. So findet man auch Namen wie John, Raymond, Susan oder Angela.
Durch den überwiegenden moslemischen Glauben in Gambia sind der Name Mohammed und weitere populäre Namen aus dem Koran verbreitet. Ein häufiger Name, der in der Regel dem erstgeborenen Sohn gegeben wird, ist Lamin. Dieser ist die Abwandlung von al-Amin, einem Titel des Propheten Mohammed, der so viel bedeutet wie „der Vertrauenswürdige“. Ein anderes Beispiel aus dem Koran ist der Name Fatima, aus der in Gambia Fatou wird. Aus Mohammed wird die lokale Variante Momodou oder Modou und aus Aboubacarr wird Bocar.
Auch die gelegentliche Vergabe und Nutzung zweier (oder mehrere) Vornamen ist gelebte Praxis. Diese werden typografisch in der Regel nicht durch einen Bindestrich verbunden. Diese werden teils dann mit den Anfangsbuchstaben abgekürzt.
Wird Lamin bei den Mandinka häufig dem erstgeborenen Sohn gegeben wird, so wird Fatou oder Fatu wird oft einem erstgeborenen Mädchen vergeben. Bei den Fula wird häufig der erstgeborene Sohn Sara und der zweitgeborene Samba genannt.

### Verbreitete Vornamen
| Afrikanisierte arabische Vornamen |                 |   |
| afrikanisiert                     | arabisch        |   |
| Abdelahi, Abdu                    | Abdullah        | m |
| Abdoulie, Abdou                   | Abdullah        | m |
| Bocar                             | Aboubacarr      | m |
| Fatou, Fatu                       | Fatima          | w |
| Fatty                             | Fathi           | w |
| Isatou, Issatou                   | Isaa            | w |
| Lamin                             | al-Amin (Titel) | m |
| Mamudu                            | Mohammed        | m |
| Momodou, Modou                    | Mohammed        | m |
| Ousman                            | Othman          | m |

Hier eine Auswahl an verbreiteten Vornamen (Spitznamen, im Sinne einer Kurzform, sind in Klammern geschrieben):
Knaben
- Abdoulaye, Ablanjaye, Alaji, Alason, Alieu, Amat, Baboucar, Bai, Bakary, Bala, Baturu, Boro, Boubacar (Bouba), Chenor, Cyper, Demba, Ebrima, Ediresa (Edi), Foday, Gereh, Hassan, Hatabu, Isa, Jabril, Kairaba, Kamara, Karamo, Kawsu, Kebba, Lamin, Malik, Masane, Mohammed, Momodu (Modu), Musa, Mustafa, Omar, Ousman/Ousmane, Paoboy, Sainey, Samba, Seedy, Sheriff, Suma, Sutay, Tairu, Tijan, Yankubah, Yaya/Yahya, Yoro

Mädchen
- Adama, Aminata (Ami), Awa, Binta, Channeh, Fatoumata (Fatou), Isatou/Aisatou, Jeneba (Jay), Kaddyatou (Kady), Kenenjaye, Kutu, Loli, Mama, Mandiki, Mariama, Musakuta, Nene, Oumil, Pahali, Piretta, Ramatoulaye (Ramou), Saijo, Seerha, Sona, Tida, Yahar

Nach der Statistik des Gambia Biometric Identification System sind verbreitete Vornamen:
Knaben
- Lamin, Ebrima, Abdoulie, Momodou, Ousman

Mädchen
- Fatou, Mariama, Isatou, Fatoumata, Amie

### Familiennamen
Familiennamen werden vom Vater auf die Kinder übergeben. Bei Eheschließung behalten die Ehepartner ihren eigenen Namen. Doppelnamen sind möglich, werden dann meist von verheirateten Frauen benutzt. Es gibt aber auch Männer, die einen Doppel-Familiennamen benutzten.
Anhand des Namens kann man erkennen, aus welcher Ethnie die Person stammt. So sind Jawara und Jobateh typische Namen für Mandinka und Mboge und Njie typische Namen der Wolof.
Berufsnamen und Kasten der Mandinka kann man anhand des Familiennamens erkennen: Die Tradition der Griot (Jali in Gambia) wird in der Regel vom Vater auf den Sohn übertragen. Große Familien der Jalis sind: Jobarteh, Kuyateh, Sissoko/Cissoko, Konteh und Suso/Susso. Familien, aus denen früher die Könige (Mansa) stammen, lauten: Keita oder Konateh. Ceesay oder Touray deutet den Ursprung auf einen Marabout, einem islamischen Würdenträger, hin. Die Kanteh waren Schmiede, die Karankee Schuster und die Wali Sklaven.

### Verbreitete Familiennamen
Hier eine Auswahl verbreiteter Familiennamen:
- Badjie, Bah, Baldeh, Ceesay, Colley, Danzo, Darbo, Fatty, Gaye, Guissé, Hairte, Jaiteh, Jallow, Jammeh, Jarju, Jassey, Jawara, Jobateh, Jobe, Kah, Manneh, Marenah, Mboge, Mendy, Njie, Saidykahn, Sanneh, Sanyang, Sarr, Secka, Senghore, Sidibeh, Sohna, Sonko, Suso, Taal, Touray

Nach der Statistik des Gambia Biometric Identification System sind verbreitete Familiennamen:
- Jallow, Ceesay, Bah, Camara, Njie

## Ehrentitel
Der Ehrentitel Alhaji (selten auch Hajji) wird in der Regel bei der Nennung der Person mit genannt und führt gelegentlich zu fälschlichen Einträgen in Datenbanken und entsprechenden Eingruppierungen beim Vornamen. Alhaji, eigentlich al-Hajj, bezeichnet einen muslimischen Mann, der den Haddsch auf sich genommen hat (die Pilgerfahrt nach Mekka). Der Titel wird in der Presse gelegentlich als Alh abgekürzt. Die Nennung der weiblichen Form des Titels Alhajia (auch Haja, Aja) ist in Gambia nicht stark verbreitet.
Oft werden die Griots mit dem Titel „Jali“ genannt, so dass dieser Titel als missgedeuteter Vorname in Musikerverzeichnisse und Musik-Online-Shops Einzug gefunden hat.
Bei dem Namen „Sheikh“, der eigentlich aus dem Englischen übersetzt Scheich bedeutet, handelt es sich um einen verbreiteten Vornamen, er ist also hier kein Ehrentitel.